# Lanoszterin
A lanoszterin négy gyűrűből álló triterpenoid és hidroxiszteroid. E vegyületből állítja elő a szervezet a többi szteroidot, első lépésben a koleszterint.
Nevét onnan kapta, hogy legnagyobb mennyiségben a lanolinban (gyapjúzsírban) fordul elő.

## Bioszintézis
Szkvalénból keletkezik epoxiszkvalénon keresztül a lanoszterin szintáz enzim hatására. A szkvalén triterpén, azaz 6 izoprén egységből álló szénhidrogén (a terpén két izoprénből áll).
|             |                             |
|             | szkvalén-monooxigenáz(en)   |
|             |                             |
|             | lanoszterin szintáz(en)     |
| Lanoszterin |                             |
|             | NADPH(en) + H+ NADH + H+ O2 |
|             |                             |

## Reakciók
- 24,25-dihidrolanoszterin[3] keletkezik belőle (az oldallánc kettős kötése telítődik) a delta24-szterol reduktáz(en) enzim hatására[4]
- 4,4-dimetil-5α-koleszta-8,14,24-trién-3β-ol-lá[5] alakul át (a ciklopentán gyűrűben kettős kötés keletkezik, miközben az egyik metil-gyök leválik róla) a szterol-14 demetiláz(en) enzim hatására[6]